# Émile Bourdon
Émile Bourdon (* 15. Februar 1884 in Lapalisse; † 11. Juli 1974 in Combloux) war ein französischer Organist und Komponist.
Bourdon studierte von 1902 bis 1912 am Conservatoire de Paris, wo er zweite Preise in den Fächern Harmonielehre (1905) und Kontrapunkt (1908) und den ersten Preis im Fach Orgel (1907) erhielt. Sein Orgellehrer war Alexandre Guilmant. Wegen seiner schwachen Gesundheit lebte er von 1912 bis 1917 in der Schweiz und ab 1920 in Beaulieu-sur-Mer an der Côte d’Azur.
Von 1922 bis 1953 war Bourdon Organist an der Kathedrale von Monaco. Daneben war er bis 1951 Professor am Konservatorium von Nizza und später an der Acedémie Reinier III. Zur Hochzeit von Rainier III. und Grace Kelly 1956 komponierte er den Cortège Nuptial, der zur kirchlichen Trauung am 19. April aufgeführt wurde.

## Werke
- Choral Varié sur l'hymne Ave Maris Stella, 1916
- Dix Pièces pour Orgue, 1921
- Première Symphonie
- Dix Nouvelles Pièces pour Orgue
- Marche Solennelle pour Orgue, 1947
- Allegro symphonique
- Cortège Nuptial, 1956
- Idylle pour orchestre
- Noël de Saboly
- Poème élégiaque pour violoncelle et orchestre
- Toccata sur 2
- Trio en mi mineur für Klavier, Violine und Cello